# Isla Marawah
Isla Marawah (en árabe: مروح) es una isla de superficie baja en la costa de Abu Dhabi. La isla se encuentra a 15 km al norte de la laguna de Khor al Bazm a lo largo de la costa del emirato de Abu Dhabi, en el sur del Golfo Pérsico, parte del país asiático de los Emiratos Árabes Unidos.
Marawah se encuentra a 100 km al oeste de la ciudad capital, Abu Dhabi. La isla mide 13 km de este a oeste y unos 5,5 km de norte a sur. Hay tres islas en la proximidades de Marawah: la pequeña isla de Al Fiyah hacia el oeste, la isla de Junaina al sureste, y la isla de Abu al Abyad en el este.